# 村上恭一

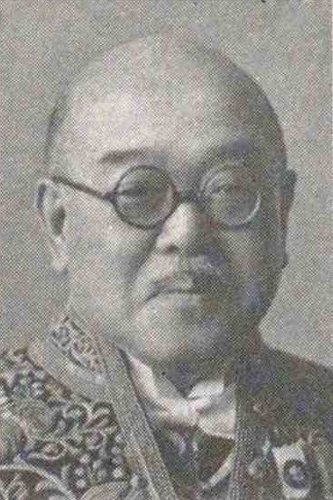
村上恭一

村上 恭一（むらかみ きょういち、1883年（明治16年）8月31日 - 1953年（昭和28年）12月21日）は、日本の官僚。枢密院書記官長、貴族院議員等を歴任した。

## 略歴
- 明治16年（1883年）

8月31日 - 鳥取県鳥取市立川町出身。村上家は、代々鳥取藩の藩主池田家の御殿医として仕えた家柄であり、恭一は明治維新の勤皇の志士として有名な因幡二十士の一人、中野治平元長の外孫にあたる
- 明治40年（1907年）

7月11日 - 東京帝国大学法科大学法律学科（仏蘭西法律兼修）卒業。
7月12日 - 通信属、通信局勤務、外信課詰。
11月25日 - 高等文官試験合格。
- 明治41年（1908年）

2月4日 - 通信事務官、通信局外信課勤務。
4月10日 - 叙従七位。
- 明治42年（1909年）

11月13日 - 兼逓信書記官、逓信官吏練習所教官。
12月27日 - 叙正七位。
- 明治43年（1910年）

4月1日 - 逓信管理局事務官、通信局外信課勤務、兼官如故。
7月16日 - 免本官専任逓信書記官、管船局監理課勤務、逓信官吏練習所教官兼務。
- 明治44年（1911年）

6月19日 - 逓信省参事官兼逓信書記官、大臣官房秘書課長。
9月2日 - 逓信大臣秘書官兼逓信省参事官、管船局勤務。
- 大正元年（1912年）

9月30日 - 叙従六位。
12月23日 - 逓信書記官兼逓信大臣秘書官、大臣官房秘書課長、管船局兼務。
- 大正3年（1914年）

3月27日 - 叙勲六等授瑞宝章。
7月22日 - 免兼官、免大臣官房秘書課長。
8月28日 - 逓信局副事務官、管船局勤務。
- 大正4年（1915年）

10月20日 - 叙正六位。
12月24日 - 兼逓信書記官、管船局勤務、東部逓信局在勤。
- 大正5年（1916年）

11月22日 - 逓信局事務官兼逓信書記官如故、東部逓信局勤務。
11月30日 - 枢密院書記官兼高等捕獲審検所事務官。
- 大正7年（1918年）

1月21日 - 叙従五位。
4月22日 - 叙勲五等授瑞宝章。
- 大正9年（1920年）

2月15日 - 高等捕獲審検所閉鎖。
6月2日 - 兼行政裁判所評定官。
6月21日 - 叙正五位。
7月31日 - 叙勲四等授瑞宝章。
8月21日 - 兼枢密院議長秘書官。
9月7日 - 授旭日小綬章。
- 大正13年（1924年）

9月27日 - 叙勲三等授瑞宝章。
- 大正14年（1925年）

7月15日 - 叙従四位。
- 昭和2年（1927年）

4月13日 - 行政裁判所評定官兼枢密院書記官。
- 昭和5年（1930年）

8月1日 - 叙正四位。
- 昭和6年（1931年）

3月20日 - 帝都復興記念章
9月8日 - 叙勲二等授瑞宝章。
- 昭和9年（1934年）

6月15日 - 枢密院書記官長兼行政裁判所評定官。
- 昭和10年（1935年）

8月15日 - 叙従三位。
- 昭和11年（1936年）

12月5日 - 依願免兼官。
- 昭和14年（1939年）

8月28日 - 貴族院議員（昭和22年（1947年）5月2日まで）。
8月29日 - 依願免本官。
9月11日 - 叙正三位。
10月26日 - 叙勲一等授瑞宝章。
- 昭和15年（1940年）

4月29日 - 授旭日大綬章。
- 昭和28年（1953年）

12月21日 - 丹毒症のため国立東京第一病院（現・国立国際医療研究センター）で死去。